# Aneilema zebrinum
Aneilema zebrinum là một loài thực vật có hoa trong họ Commelinaceae. Loài này được Chiov. ex Chiarugi mô tả khoa học đầu tiên năm 1951.